# Primera B 1954
Het seizoen 1954 van de Primera B was het dertiende seizoen van deze Uruguayaanse voetbalcompetitie op het tweede niveau.

## Teams
Er namen acht ploegen deel aan de Primera B in dit seizoen. Central FC was vorig seizoen vanuit de Primera División gedegradeerd, zes ploegen handhaafden zich op dit niveau en Club Canillitas del Uruguay promoveerde vanuit de Divisional Intermedia.
Zij kwamen in plaats van het gepromoveerde CS Miramar en het gedegradeerde Mar de Fondo FC.
| Club                        | Stad       | Stadion                           | Vorig seizoen |
| --------------------------- | ---------- | --------------------------------- | ------------- |
| CA Bella Vista              | Montevideo | Parque José Nasazzi               | 7e            |
| Club Canillitas del Uruguay | Montevideo | Onbekend                          | 1e (Int.)     |
| Central FC                  | Montevideo | Estadio Parque Palermo            | 10e (1ª)      |
| CS Cerrito                  | Montevideo | Cancha Chimborazo y Juan Acosta   | 5e            |
| CA Fénix                    | Montevideo | Estadio Parque Capurro            | 4e            |
| CA Progreso                 | Montevideo | Parque Miguel Campomar            | 2e            |
| Racing Club de Montevideo   | Montevideo | Estadio Parque Osvaldo Roberto    | 6e            |
| IA Sud América              | Montevideo | Estadio Parque Carlos Ángel Fossa | 3e            |

## Competitie-opzet
Alle ploegen speelden driemaal tegen elkaar. Dat was een wijziging ten opzichte van de vorige jaren, toen iedereen elkaar twee keer trof. De ploeg die na 21 wedstrijden kampioen was promoveerde naar de Primera División. De ploeg die over de laatste twee seizoenen de slechtste resultaten had behaald degradeerde naar de Divisional Intermedia.
De beste competitiestart was voor degradant Central FC. Weliswaar verloren ze in de zesde speelronde van CA Bella Vista, maar een ronde later versloegen ze IA Sud América; de enige ploeg die tot dan toe ongeslagen was gebleven. Na zeven rondes (toen iedereen een keer tegen elkaar had gespeeld) had Central een punt voorsprong op Bella Vista en Sud América. CS Cerrito en CA Fénix deelden de laatste plaats met slechts drie wedstrijdpunten.
Halverwege de competitie had Central hun voorsprong vergroot tot vier punten, omdat de concurrentie meerdere steken hadden laten vallen. In de onderlinge wedstrijden speelde Central echter gelijk met Bella Vista en verloren ze van Sud América. Ook leden ze een nederlaag tegen Fénix. Hierdoor stonden Bella Vista, Central en Sud América na veertien speelrondes op een gedeelde koppositie met allemaal 19 punten. Ook Racing Club de Montevideo stond er met 17 punten goed voor. Fénix had zich dankzij vier zeges opgewerkt naar de middenmoot. Hierdoor stond Cerrito onderaan; zij hadden slechts een enkel puntje weten te behalen in het middelste deel van de competitie.
Het laatste deel van de competitie begon slecht voor Bella Vista, dat de eerste vier duels niet wist te winnen. Ook Racing leed driemaal puntverlies en daardoor hadden Sud América en Central de beste uitgangspositie in de laatste wedstrijden. In de laatste speelronde speelden beide ploegen tegen elkaar. Sud América had een punt voorsprong en omdat de wedstrijd in een doelpuntloos gelijkspel eindigde behielden de Naranjitas de koppositie. Hierdoor keerden ze na twee jaar afwezigheid terug op het hoogste niveau.
Central eindigde als tweede en Racing versloeg Bella Vista in de strijd om de derde plaats. De rode lantaarn was voor Cerrito, dat zestien van de 21 wedstrijden verloor. Na drie seizoenen in de Primera B zakten zij weer naar het derde niveau.

### Eindstand
|    | Club                        | Sp. | W  | G | V  | Pnt. | DV | DT | DS  |
| -- | --------------------------- | --- | -- | - | -- | ---- | -- | -- | --- |
| 1. | IA Sud América              | 21  | 13 | 4 | 4  | 30   | 51 | 28 | +23 |
| 2. | Central FC                  | 21  | 12 | 5 | 4  | 29   | 42 | 27 | +15 |
| 3. | Racing Club de Montevideo   | 21  | 9  | 8 | 4  | 26   | 45 | 37 | +8  |
| 4. | CA Bella Vista              | 21  | 10 | 5 | 6  | 25   | 47 | 34 | +13 |
| 5. | Club Canillitas del Uruguay | 21  | 7  | 6 | 7  | 20   | 42 | 38 | +4  |
| 6. | CA Fénix                    | 21  | 6  | 4 | 11 | 16   | 29 | 37 | –8  |
| 7. | CA Progreso                 | 21  | 5  | 4 | 12 | 14   | 30 | 40 | –10 |
| 8. | CS Cerrito                  | 21  | 3  | 2 | 16 | 8    | 19 | 64 | –45 |

### Legenda
| Kleur | Kwalificatie voor                   |
| ----- | ----------------------------------- |
|       | Promotie naar Primera División 1955 |

| Winnaar Primera B 1954  |
| ----------------------- |
| IA Sud América 2e titel |

### Degradatie
Een ploeg degradeerde naar de Divisional Intermedia; dit was de ploeg die over de laatste twee jaar het minste punten had verzameld in de competitie. Het aantal punten werd gedeeld door het aantal wedstrijden, aangezien er dit seizoen meer speelrondes waren dan in 1953 en omdat er twee ploegen vorig seizoen nog niet in de Primera B speelden.
|    | Club                        | Sp. | 1953 | 1954 | Tot. | Gem. |
| -- | --------------------------- | --- | ---- | ---- | ---- | ---- |
| 1. | Central FC                  | 21  | –    | 29   | 29   | 1,38 |
| 2. | IA Sud América              | 35  | 18   | 30   | 48   | 1,37 |
| 3. | Racing Club de Montevideo   | 35  | 12   | 26   | 38   | 1,09 |
| 4. | CA Bella Vista              | 35  | 11   | 25   | 36   | 1,03 |
| 5. | Club Canillitas del Uruguay | 21  | –    | 20   | 20   | 0,95 |
| 6. | CA Progreso                 | 35  | 18   | 14   | 32   | 0,91 |
| 7. | CA Fénix                    | 35  | 13   | 16   | 29   | 0,83 |
| 8. | CS Cerrito                  | 35  | 12   | 8    | 20   | 0,57 |

### Legenda
| Kleur | Degradatie naar            |
| ----- | -------------------------- |
|       | Divisional Intermedia 1955 |

## Topscorers
José Figueroa van Central FC scoorde negentien keer en werd daarmee topscorer van de competitie.
| №  | Speler        | Club(s)    | Goals |
| -- | ------------- | ---------- | ----- |
| 1. | José Figueroa | Central FC | 19    |